# Festival OTI de la Canción 1973
Het OTI Festival 1973 was de tweede editie van het OTI Festival, georganiseerd door de Organización de Televisión Iberoamericana. De wedstrijd werd georganiseerd door het winnende land van het jaar voordien, Brazilië. De Mexicaanse Imelda Miller won met het lied 'Qué alegre va María'.
| Land                                                   | Artiest           | Lied                      | Plaats | Ptn |
| ------------------------------------------------------ | ----------------- | ------------------------- | ------ | --- |
| Mexico                                                 | Imelda Miller     | Qué alegre va María       | 1      | 17  |
| Peru                                                   | Gabriela de Jesús | El mundo gira por tu amor | 2      | 15  |
| Dominicaanse Republiek                                 | Niní Caffaro      | El juicio final           | 3      | 9   |
| Brazilië                                               | Nadinha da Ilha   | Baianeiro                 | 4      | 7   |
| Spanje                                                 | Camilo Sesto      | Algo más                  | 5      | 6   |
| Chili                                                  | Antonio Zabaleta  | Cuando tú vuelvas         | 6      | 5   |
| Puerto Rico                                            | Oscar Solo        | Yo quiero una orquesta    | 6      | 5   |
| Uruguay                                                | Aldo              | El mundo es un corazón    | 8      | 4   |
| Venezuela                                              | Mayra Martí       | Poema para el olvido      | 9      | 3   |
| Colombia                                               | Claudia Osuna     | Una orquídea, un amor     | 9      | 3   |
| Argentinië                                             | Juan Eduardo      | Dije que te quiero        | 9      | 3   |
| Panama                                                 | Orlando Morales   | Soy feliz                 | 12     | 2   |
| Portugal                                               | Paco Bandeira     | Poema de mim              | 12     | 2   |
| Bolivia                                                | Arturo Quesada    | No sé vivir sin ti        | 14     | 1   |
| Gaststad: Palacio das Artes - Belo Horizonte, Brazilië |                   |                           |        |     |

1972 · 1973 · 1974 · 1975 · 1976 · 1977 · 1978 · 1979 · 1980 · 1981 · 1982 · 1983 · 1984 · 1985 · 1986 · 1987 · 1988 · 1989 · 1990 · 1991 · 1992 · 1993 · 1994 · 1995 · 1996 · 1997 · 1998 · 2000